# Неймовірний випадок
«Неймовірний випадок» — радянський художній фільм 1989 року, знятий режисером Рашидом Маліковим на кіностудії «Таджикфільм».

## Сюжет
Трійця інопланетян, яка прибула на Землю з метою з'ясувати стан інтелекту її мешканців, влаштувалася в похідному наметі неподалік невеликого таджицького села. Місцевий хлопець Батур — кмітливий та веселий — з легкістю вундеркінда виводить апаратуру гостей з ладу та зачаровує синьооку інопланетянку.

## У ролях
- Бахрам Матчанов — Батур
- Хусан Шаріпов — Абдулло
- Андрій Бубашкін — «Картуз»
- Андрій Шитіков — «Бородач»
- Інгріда Мікляленіте — інопланетянка

## Знімальна група
- Режисер — Рашид Маліков
- Сценарист — Сергій Беглеров
- Оператор — Ренат Галієв
- Композитор — Ахмад Бакаєв
- Художники — Кахрамон Нурітдінов, Валерій Новосьолов